# یواس‌اس ایدیلیا (اس‌پی-۱۲۵)
یواس‌اس ایدیلیا (اس‌پی-۱۲۵) (به انگلیسی: USS Idealia (SP-125)) یک کشتی بود که طول آن 75' 8" بود. این کشتی در سال ۱۹۱۱ ساخته شد.